# Cristianópolis
Cristianópolis là một đô thị thuộc bang Goiás, Brasil. Đô thị này có diện tích 225,357 km², dân số năm 2007 là 3325 người, mật độ 14,7 người/km².